# كارلوس أراندا
كارلوس أراندا (بالإسبانية: Carlos Aranda)‏ (مواليد 27 يوليو 1980 في مالقة - إسبانيا) لاعب كرة قدم إسباني يلعب حاليا لصالح نادي بونيفرسيداد لاس بالماس الإسباني منذ 2013 في مركز المهاجم.

## وصلات خارجية
- كارلوس أراندا على موقع قاعدة بيانات كرة القدم.إي يو (الإنجليزية)
- كارلوس أراندا على موقع Soccerbase.com (لاعب) (الإنجليزية)
- كارلوس أراندا على موقع Soccerway.com (الإنجليزية)
- كارلوس أراندا على موقع كووورة
- كارلوس أراندا على موقع AS.com (الإسبانية)

- Levante official profile (بالإسبانية)
- BDFutbol profile
- Futbolme profile (بالإسبانية)
- Transfermarkt profile